# Youngbloods (Album)
Youngbloods ist das zweite Studioalbum der australischen Post-Hardcore-Band The Amity Affliction aus Gympie, Queensland. Es erschien am 18. Juni 2010 über Boomtown Records und erreichte eine Top-Ten-Platzierung in den einheimischen Albumcharts und wurde für einen ARIA Award nominiert.
Das Album wurde später mit zwei zuvor unveröffentlichten Liedern und einer Beilage-DVD neu aufgelegt. Inzwischen erreichte Youngbloods mit 35.000 verkauften Tonträgern Gold in Australien.

## Hintergrund
Youngbloods wurde in den Machine Shop Studios vom Grammy-nominierten Produzenten Machine aufgenommen. Lediglich das Schlagzeug wurde in einem anderen Aufnahmestudio eingespielt. Die erste Auflage des Albums erschien am 18. Juni 2010 über Boomtown Records.
In dem Lied I Hate Hartley übernahmen die Musiker der Pop-Punk-Band Four Year Strong die Gang-Shouts. Im zehnten Stück ist Helmet Roberts als Gastsänger zu hören. Die ursprüngliche Version des Albums umfasste zehn Lieder. Bei iTunes war es möglich das Lied 15 Pieces of Flare als Bonustitel zu laden. Am 30. September 2011 wurde das Album mit zwei Bonusliedern, darunter 15 Pieces of Flare, und einer Zusatz-DVD neu aufgelegt. Am 10. Oktober 2011 veröffentlichte die Band ein Musikvideo für das nach dem Album benannten Lied, Youngbloods.

## Titelliste
| #   | Titel                                   | Länge |
| --- | --------------------------------------- | ----- |
| 1.  | I Hate Hartley                          | 3:51  |
| 2.  | Anchors                                 | 3:48  |
| 3.  | H.M.A.S. Lookback                       | 4:10  |
| 4.  | Fire or Knife                           | 3:15  |
| 5.  | Youngbloods                             | 3:50  |
| 6.  | Dr. Thunder                             | 3:50  |
| 7.  | Olde English 800                        | 3:43  |
| 8.  | No Sleep 'Till Brisbane                 | 3:37  |
| 9.  | RIP Foghorn                             | 4:08  |
| 10. | Fuck the Yankees (feat. Helmet Roberts) | 3:55  |
| 11. | 15 Pieces of Flare (Bonuslied)          | 4:16  |
| 12. | Snicklefritz (Bonuslied)                | 3:07  |

## Thematische Hintergründe der Lieder
Die Lieder auf Youngbloods wurden allesamt von Sänger Joel Birch geschrieben und thematisieren teilweise sein eigenes Befinden. So beschreibt I Hate Hartley einen Zeitraum, in welcher Birch in einer großen emotionalen Krise steckte, einen Suizidversuch unternahm und daraufhin in ein Krankenhaus eingeliefert wurde. Anchors hingegen beschreibt das Suchen und Finden eines Ortes zum Leben. Joel Birch schrieb das Lied kurz vor seinem Umzug aus Brisbane nach Sunshine Coast um den hektischen Leben der Großstadt zu entkommen. Dieses Gefühl wird auch in H.M.A.S. Lookback aufgegriffen.
Fire or Knive beschreibt sein Verhältnis zum Christentum und zur Religion im Allgemeinen. Er beschrieb seine Familie als christlich und verbrachte seine Schulzeit an einer extrem religiösen Schule. Ein Hintergrund für das Schreiben des Liedes ist zudem der Weg Birchs zum bekennenden Atheisten. Das nach dem Album benannte Lied Youngbloods schrieb er hingegen nicht über sich, sondern für Freunde und Bekannte die entweder selbst durch harte Zeiten gingen oder Bekannte haben, denen es so ergeht. Birch erzählte, dass es sogar Textzeilen gab, die es nicht ins Lied geschafft haben, aber dennoch einen passenden Charakter haben. Diese wurden von teilweise Ahren Stringer geschrieben.
Dr. Thunder wurde für Birchs ehemalige Frau geschrieben, welche allerdings inzwischen beste Freunde geworden sind. In diesem Lied sucht er nach der Erklärung für seine depressive Phase. Er versuchte mit diesem Lied ihr seine derzeitige Situation zu erklären, ohne das persönliche Gespräch suchen zu müssen. In Olde English 800 versuchte Birch, das Gefühl der Gewalt in einer depressiven Phase einzufangen, wobei er die Meinung vertritt, dass nicht nur depressive Menschen dieses Gefühl kennen, sondern es auf weitere Erkrankungen und Situationen übertragen werden kann.

## Kritiken
Von der deutschen Fachpresse wurde Youngbloods überwiegend negativ aufgenommen. So beschreibt Sascha Ganser von musikreviews.de die Musik der Band auf dem Album als eine Mischung aus Jugendlichkeit von Lostprophets und Metalcore-Scharfschnitt à la Underoath. Die Liedstruktur teilt er in „bösen Strophen und guten Refrain“ ein, nennt die Musik vorhersagbar und die Breakdowns überschaubar. Die Screams empfindet er als tonlos. Insgesamt gab er dem Album eine ernüchternde Bewertung. Auch Pascal Stieler von Metal1.info zeigte sich ähnlich enttäuscht. Er schrieb, dass sich die Musik an Underoath orientiere, allerdings weit darunter bewege. Die Gruppe schaffe es nur hin und wieder für eine Überraschung zu sorgen und nannte als Beispiel das Keyboardspiel von Trad Nathan. Selten schaffe es die Gruppe, so Stieler, Liedtexte zu verfassen, welche nicht austauschbar seien. Allerdings mache Ahren Stringer mit seinem Cleangesang diese wieder zunichte. Der Kritiker kommt zu dem Fazit, dass The Amity Affliction neben Asking Alexandria und His Statue Falls ein weiterer Grund sei, weshalb „Emocore“ heutzutage als Schimpfwort benutzt wird.
Benjamin von In-your-face.de zeigte sich gnädiger mit dem Album. Er beschreibt die Songs als nett und nennt als seine persönlichen Highlights das titelgebende Lied Youngbloods, dass er als „hymnisch“ beschreibt und den ruhigen Melodiepart in Dr. Thunder. Das Album sei mit seiner Spiellänge kompakt gehalten. Es sei „weder ein Riesending, allerdings auch kein Rohrkrepierer.“ Andreas Steiner von Stageload indes hat weniger gutes Bild von dem Album. Er beschreibt die Musik, angefangen von der Instrumentalisation, dem hohen Cleangesang bis hin zu den Elektro-Einschüben als eine Reizüberflutung, die er im Endeffekt als peinlich empfindet. Er nennt die Lieder allesamt austauschbar. Er nennt, dass die Thematiken, die die Musiker aufgreifen bereits tausendmal gehört worden sind. Enrico Ahlig vom deutschsprachigen Metal Hammer zeigte sich annähernd begeistert und vergab fünf von sieben möglichen Punkte für Youngbloods.

## Kommerzieller Erfolg

### Chartplatzierungen
Youngbloods stieg in der Woche vom 4. Juli 2010 auf Platz 6 in den australischen Albumcharts ein und konnte sich insgesamt drei Wochen dort halten. Es wurde außerdem für einen ARIA Award in der Kategorie Best Hard Rock/Heavy Metal Album nominiert, verlor allerdings gegen Parkway Drive.
| ChartsChartplatzierungen     | Höchstplatzierung | Wochen |
| ---------------------------- | ----------------- | ------ |
| Vereinigtes Königreich (OCC) | 6 (3 Wo.)         | 3      |

### Auszeichnungen für Musikverkäufe
Vier Jahre nach der Veröffentlichung wurde Youngbloods für 35.000 verkaufte Tonträger in Australien mit einer goldenen Schallplatte ausgezeichnet.
| Land/Region       | Auszeichnungen für Musikverkäufe (Land/Region, Auszeichnung, Verkäufe) | Verkäufe |
| ----------------- | ---------------------------------------------------------------------- | -------- |
| Australien (ARIA) | Gold                                                                   | 35.000   |
| Insgesamt         | 1× Gold ·                                                              | 35.000   |